# اکبرآباد (کوهدشت)
اکبرآباد (کوهدشت)، روستایی از توابع بخش مرکزی شهرستان کوهدشت در استان لرستان ایران است.

## جمعیت
این روستا در دهستان گل گل قرار دارد و براساس سرشماری مرکز آمار ایران در سال ۱۳۹۵، جمعیت آن ۳۶۵۰ نفر (۸۳۰خانوار) بوده‌است.